# 田中真一
田中 真一（たなか しんいち、1994年〈平成6年〉6月8日 - ）は、ラグビーユニオン選手。ジャパンラグビーリーグワンの九州電力キューデンヴォルテクスに所属している。

## プロフィール
- 元バスケットボール選手で早稲田大学や富士通でプレーした田中真美子は実妹であり[1]、その夫である大谷翔平（MLBのロサンゼルス・ドジャースでプレーするプロ野球選手）は義弟にあたる[2]。

## 略歴
國學院久我山高校時代、2013年に高校日本代表に選ばれる。
2013年、明治大学に入る。同年、U19日本代表に選ばれる。
2017年、キヤノンイーグルス(現・横浜キヤノンイーグルス)に加入。同年9月9日に行われたジャパンラグビートップリーグ第4節の近鉄ライナーズ戦に途中出場で公式戦初出場を果たした。
2022年、リコーブラックラムズ東京に加入。2025年5月、退団。
2025年7月、九州電力キューデンヴォルテクスに入団。